# Telosticta paruatia
Telosticta paruatia is een libellensoort uit de familie van de Platystictidae, onderorde juffers (Zygoptera). Een oude naam van de soort is Drepanosticta paruatia.
De wetenschappelijke naam van de soort is voor het eerst geldig gepubliceerd in 2005 door van Tol.